# Travanca (Mogadouro)
Travanca is een plaats (freguesia) in de Portugese gemeente Mogadouro en telt 300 inwoners (2001).